# DICONDE
Digital Imaging and Communication for Nondestructive Evaluation (DICONDE) ist ein offener Standard, um Bilder und digitale Daten aus der industriellen Materialprüfung anzuzeigen, zu übermitteln und zu speichern. Er ermöglicht es, Signale und Bilder zwischen verschiedenen DICONDE konformen Systemen auszutauschen und anzuzeigen. Hierdurch bietet DICONDE ein herstellerunabhängiges Datenspeicherungs- und Übermittlungsprotokoll für die zerstörungsfreie Werkstoffprüfung. DICONDE basiert auf dem medizinischen Standard DICOM.
DICONDE ermöglicht es, auditierbare und nachverfolgbare Prüfergebnisse für eine Vielzahl von Prüfverfahren zu erstellen. DICONDE wurde in die Röntgenprüfung in der Luftfahrtindustrie übernommen, weil das US-Militär sich bei der Digitalisierung von zerstörungsfreien Werkstoffpüftechniken schwergetan hat und Gruppen wie FWG-IDR daher bestrebt waren, von DICOM zu lernen.
DICONDE wird über eine Familie von Standards definiert, die Best Practices bereitstellen, um digitale Technologien in die zerstörungsfreie Werkstoffprüfung einzuführen. DICONDE wird vom Subkomitee E07.11 der ASTM International, einer globalen Standardisierungsorganisation, entwickelt.

## Geschichte
In den späten 1990er Jahren haben die meisten für die zerstörungsfreie Werkstoffprüfung ihre Bilddaten und die dazugehörigen Metadaten in herstellerspezifischen Dateiformaten gespeichert. Das erschwert es für den Anwender, die (Bild-)daten außerhalb der Herstellersoftware zu extrahieren und zu analysieren. Hierdurch entstand in der Branche der Bedarf für ein standardisiertes Format, um Datenaustausch zwischen der Software verschiedener Hersteller zu ermöglichen. Mit dem DICOM-Format stand bereits ein allgemein anerkanntes Format zum Bilddatenaustausch zur Verfügung. Daher wurde vorgeschlagen, eine Anpassung zu entwickeln, um die speziellen Anforderungen der zerstörungsfreien Werkstoffprüfung zu berücksichtigen.
DICONDE wurde im Oktober 2003 in einem Artikel in „Standardization News“ erstmals vorgestellt. Der erste Standard, ASTM E2339 wurde 2004 veröffentlicht. DICONDE ist als Erweiterung von DICOM definiert. Daher übernimmt DICONDE alle Änderungen und Erweiterungen vom DICOM Standard.
Die zweite Version des DICONDE-Standards E2339 wurde 2006 veröffentlicht. Hierbei wurden beispielsweise das „Indication Module“ (Markierung von Defekten) sowie das „Approval Module“ (Bewertung/Freigabe von bewerteten Bildern/Daten) eingeführt. In der Folge wurden weitere bildgebungsspezifische Standards, die auf der E2339 basieren entwickelt: Ein Standard für die Prüfung mit Ultraschall (E2663 in 2009), Röntgenprüfung mit Speicherfolien (CR) (E2738 in 2009), digitales Röntgen (E2699 in 2010), für Computertomografie (E2767 in 2011) und für Wirbelstromprüfung (E2934 in 2013). Das Modul für Wirbelstromprüfung wurde speziell für DICONDE spezifiziert, während die anderen Module auf den medizinischen Pendanten aus dem DICOM Standard basieren.

### Allgemeine DICONDE-Standards
| Topic                       | Document | Inhalt und Übersicht                                                             |
| --------------------------- | -------- | -------------------------------------------------------------------------------- |
| Tutorial Guide              | E3169    | Startpunkt für neue Benutzer                                                     |
| Interoperability Evaluation | E3147    | Validierung der korrekten Übertragung zwischen Systemen verschiedener Hersteller |
| Standard Practice           | E2339    | Allgemeine Implementierungsanforderungen                                         |
| Standard Terminology        | E1316    | Fachterminologie für alle Verfahren der zerstörungsfreien Materialprüfung        |

### Methodenspezifischen DICONDE-Standards
| Topic                | Document | Content and Usage                                        |
| -------------------- | -------- | -------------------------------------------------------- |
| Computed Radiography | E2738    | für Röntgenspeicherfolie                                 |
| Digital Radiography  | E2699    | für Flachbilddetektor für Röntgenstrahlen                |
| Computed Tomography  | E2767    | für Computertomographie                                  |
| Ultrasonic Test      | E2663    | für Ultraschallprüfung                                   |
| Eddy Current Test    | E2934    | für Wirbelstromprüfung (hat keine medizinisches Pendant) |

Der Interoperabilitätsstandard E3147 wurde 2018 veröffentlicht. Er ist ein Leitfaden, wie die korrekte Funktion der Übertragung zwischen zwei oder mehr DICONDE-kompatiblen Systemen verschiedener Hersteller zu testen ist. Später im selben Jahr wurde der DICONDE Guide E3169 veröffentlicht, um Kunden von DICONDE Systemen und Systemherstellern den Einstieg in DICONDE zu erleichtern.
Das Interesse und die Akzeptanz von DICONDE hat in den letzten Jahren zugenommen. Dies ist auch an den steigenden Teilnehmerzahlen der ASTM DICONDE Meetings und hochrangiger Publikation wie zum Beispiel in dem DICONDE Guid veröffentlicht von der United States' Federal Working Group on Industrial Digital Radiography (FWG-IDR)
Neben der ASTM hat auch die Deutsche Gesellschaft für Zerstörungsfreie Prüfung (DGZfP) eine deutsche Arbeitsgruppe ins Leben gerufen, die mit den Mitgliedern der ASTM kooperiert, um DICONDE weiter zu verbessern und für neue Techniken verfügbar zu machen.

## Anwendungen
DICONDE wird weltweit verwendet um Daten aus der zerstörungsfreien Werkstoffprüfung zu speichern, zu senden und auszutauschen. Anders als DICOM im medizinischen Feld ist die Einführung von DICOM wegen fehlender regulatorischem Zwang zur Herstellerunabhängigen Interoperabilität langsamer. Auch im Kontext des Themenkomplex Industrie 4.0 gewinnt DICONDE an Bedeutung durch die umfangreichen Möglichkeiten Systeme verschiedener Hersteller zu vernetzen.

## DICONDE und DICOM
Viele der Information Modules und Attributes die im DICOM Standard können direkt in DICONDE verwendet werden. Beispielsweise wird das Image Pixel Information Module oder das Device Serial Number Attribut sowohl im medizinischen als auch im Werkstoffprüfungskontext gleich verwendet werden. Da es kein Equivalent für einen „Patienten“ in der Werkstoffprüfung gibt, kann das zu prüfende Bauteil als Analogie für den Patienten angesehen werden. Daher wird in DICONDE das Patient Information Modul in das Component Information Module überführt und das Patient ID Attribut als Component ID wiederverwendet.
Beispiele:
- DICOM Patient ID wird zu DICONDE Component ID
- DICOM Patient Name wird DICONDE Component Name
- DICOM Patient Birth Date wird DICONDE Component Manufacturing Date

Es gibt jedoch einige DICOM Module und Attribute für die es keine Korrelation in der Werkstoffprüfung gibt. In diesem Fall werden üblicherweise die Attribute ignoriert, damit alle DICONDE konformen Objekte auch DICOM konform sind. Darüber hinaus gibt jedoch auch Prüfverfahren, wie zum Beispiel die Wirbelstromprüfung, die es nur in der zerstörungsfreien Werkstoffprüfung, jedoch nicht in der Medizin gibt. Diese Methoden haben daher kein DICOM Äquivalent. In diesen Fällen führt DICONDE in enger Abstimmung mit der DICOM Arbeitsgruppe nach Bedarf neue Information Module oder Attribute ein. Die neu eingefügten DICONDE Attribute werden auch im DICOM Standard hinterlegt, um die Kompatibilität zu gewährleisten.

## Vererbung der DICONDE-Standards

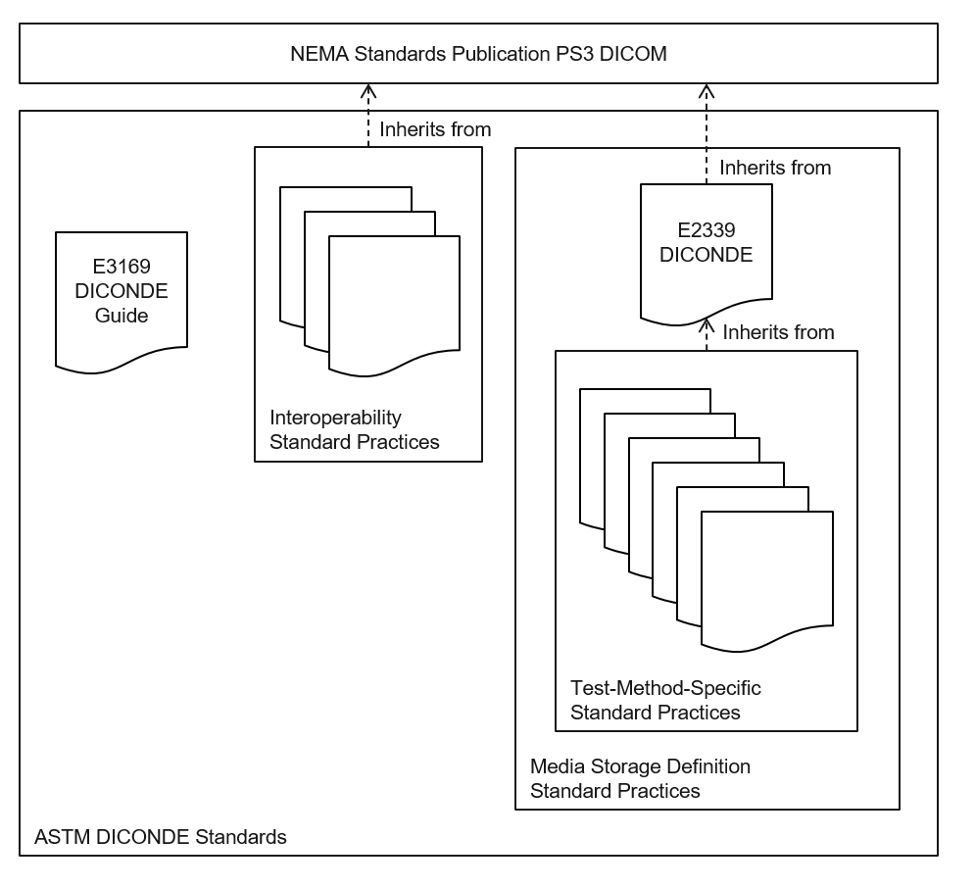
Gliederung der ASTM-DICONDE-Standards und ihre Beziehung mit DICOM.

Die ASTM hat den Standard Guide E3169 als Einstiegspunkt für neue Anwender entwickelt. Dieses Dokument stellt einen Überblick der Standards und deren Beziehung zu DICOM da. DICONDE verwendet ein Vererbungskonzept um die Dokumentation der Standards zu vereinfachen. Alle medizinspezifischen werden mit Werten überschieben, die eher zur Werkstoffprüfung passen überschrieben. Alle DICONDE konformen Datenobjekte müssen per Definition DICOM konform sein.

## Connectathons
Ähnlich wie bei DICOM in der Medizintechnik, veranstaltet die ASTM halbjährliche Connectathons, bei denen Hersteller ihre Software auf Kompatibilität testen können. Die Ergebnisse werden von der ASTM E07.11 Task Group dokumentiert.